# 先島先史時代
先島先史時代（さきしませんしじだい）は、先島諸島を中心とする時代区分の一つ。
旧石器時代以降からスク時代（北琉球のグスク時代に相当）開始までの間の期間で、新石器時代に相当する。おおむね3,500～4,300年前の下田原貝塚に代表される前期と、紀元前4世紀以降の後期に分かれる。
旧石器時代からスク時代に至るまでの過程は連続したものではなく空白期間が何度もあり、出土時期に大きな隔たりがある。そのため中期にあたる時代の遺跡は未発見である。後述する白保竿根田原洞穴遺跡の土器文化は早期にあたる可能性があるが下田原期の時期とは五千年近く離れているため関連がはっきりせず既存の編年には含まれていない。
また旧石器時代は広義の先史時代の定義に含まれるが先島においては旧石器時代の遺跡から下田原期の遺跡に至るまでに2万年近くまともに遺物が発見されない空白期間があるため、下田原期及び無土器期の前後二期は「先島先史時代」として旧石器時代とは区別される。
同じくほとんど歴史記録が無く原史時代に当たる、スク時代の初期の新里村期（沖縄本島における原グスク時代）もやはり先島先史時代とは区別される。このため「先島新石器時代」とも言うべき時代である。
前期と後期はその特徴からそれぞれまったく違う文化だったとされる他、本土の縄文文化や北琉球の貝塚文化とも異質だったとされている。そのため「先島先史時代」として縄文時代や貝塚時代とは分けて表記されることが多い。

## 発見
1954年に行われた下田原貝塚の発掘調査によって南方系の影響が強い独自の文化であることが確認された。
当初は無土器期から土器文化の下田原期に移行するという通常の編年が組まれたが沖縄返還後に行われた発掘調査で下田原期よりも無土器期の年代の方が新しく、まず土器文化の下田原期が出現してその後無土器期が出現するという世界的にもあまり例のない過程を辿ったことが判明し、編年を組みなおすことになった。

## 旧石器時代
宮古島ではピンザアブ遺跡が、石垣島では白保竿根田原洞穴遺跡が発見されている。
白保竿根田原洞穴遺跡は中世までに至る複合遺跡だがほぼ全身が残ったものでは国内最古の約2万7千年前の人骨が発見された他、国内で初めての旧石器時代の墓域が確認されている。
その後遺物が出土しない空白期間が続くため、先島諸島の旧石器文化は後の先島諸島の先史文化とは断絶していると考えられている。

## 前期以前
旧石器時代から新石器時代である下田原期まで間の時代の発掘資料は殆どないが、唯一白保竿根田原洞穴遺跡では1万年前の土器が発見されている。同時期の台湾やフィリピンには土器文化は無いため日本本土ないしは中国大陸との関係が指摘されている。5千年後の下田原期の文化との関係は明らかになっていない。

## 前期
前期は、3800年前（前1800年）頃の下田原貝塚から出土した広底土器（下田原式土器）と扁平石斧に代表されるため下田原期とも呼ばれる。この時代の広底土器は、当時の中国華南・台湾の粟の農耕文化との関連性が、扁平石斧はフィリピンなど南方系先史文化との関連性がそれぞれ指摘されている。
その後は2000年近くも人が住んでいた痕跡が確認できない時代が続き、そのため後の無土器期の文化とは断絶していると言われる。

## 空白期間
前期と後期の間の出土物は発見されておらず、二千年近くも空白期間が続く。この間に先島諸島では海岸線が大規模に変動した痕跡があるため、もしもミッシングリングとも言える中期の文化の遺跡があるならばそれは現在海底にあるものと推測されている。

## 後期
前期には土器が見られたが、後期の遺跡からは土器が出土しないため、無土器期とも呼ばれるが、無土器時代（旧石器時代の別称）と混同しやすく、またこの時代の文化が仲間第一貝塚に代表されることから仲間第一期とも呼ばれる。仲間第一貝塚などから出土のシャコ貝斧、焼石料理など、フィリピン、マレー・ポリネシアなど南方系文化との関連性が指摘されている。
なお、貝の道の交易を通じて肥前産石鍋が流通し、グスク時代の始まる11 - 12世紀までには先島まで到達したが、それは先島先史時代の晩期に相当する。与那国島の遺跡からはヤコウガイが大量に出土している。
それまでは250kmほどある宮古海峡や造船技術の程度から、沖縄諸島と先島の間の文化的交流はほとんどなかったと考えられており、貝の道による石鍋・カムィ焼の流通が交易の契機になったとされる。
『続日本紀』には714年（和銅7年）に「信覚人」が来朝したと記されており、「信覚」は石垣島を指すという説がある。

## スク時代（有史以降）へ
中世以降からは史書の記録などに徐々に先島諸島が登場し始める。
この時代の出来事もあまりよくわかっていないがそれまで無土器時代が続いていたのが12世紀ごろ以降の遺跡から突然新里村式土器やビロースク式土器が出土するようになることから大規模な文化の変動があったことが窺える。
スク時代という名称は1973年に八重山文化研究会が使い始めたもので沖縄本島周辺のグスク時代に相当する。この時期にかつては別々だった南北琉球の文化や言語が現在のものに入れ替わったようである。
スク時代初期の記録も残っておらず、12世紀から13世紀にかけてのこの時期は新里村期と呼ばれる。

## 形質論
先島先史時代の住民の起源はその文化からこれまで前期後期共に南方のオーストロネシア系の民族だとされてきた。
だが長墓遺跡で発見された約1200～4000年前の人骨をDNA分析した結果は伊川津貝塚（愛知県）や船泊遺跡（北海道）で出土した縄文時代の人骨とほぼ同じ特徴を示した。
年代測定の誤差の範囲が大きすぎるためこの人骨が下田原期と無土器期のどちらのものかははっきりしないが、どちらかがオーストロネシア系文化と同化した縄文人による文化だという可能性が出てきている。

### 言語
先島先史時代の住民はその特徴からオーストロネシア語族などの南方系の言語もしくは孤立した未知の言語を話していたと推測されているが、言語学者の服部四郎による言語年代学的分析では現代の南琉球諸語には南方系言語などの痕跡はなく北方の日琉諸語各言語との共通点の方が多いことから先島先史時代の文化や言語は中世以降の先島諸島の文化や言語にはなんら影響を与えず消滅したようである。
前述の通り「信覚」が石垣島のことであるならば彼らの言語についての唯一の記録となる。

## 俗説
与那国島海底地形は先史時代の古代遺跡という俗説があるが先史時代の先島諸島に高度な石材の加工技術があったことは確認されておらず、自然地形という説が有力である。
もっともかつては海面より上にあったと推測されているので当時の住民が生活の場などにした可能性はある。